# Autoestrada A5 (Itália)
A Autoestrada A5 (também conhecida como Autostrada della Valle d'Aosta) é uma autoestrada no norte da Itália que conecta Turim ao Túnel do Monte Branco em Courmayeur, passando por Ivrea e Vale de Aosta. Sua importância é tanto turística, por dar acesso a diversas localidades para esqui, quanto logística, por ser uma via de conexão com a França. 

## História
O primeiro segmento da atual autoestrada A5 foi aquele que conectava Turim , Ivrea e Quincinetto, inaugurado em maio de 1961, depois de três anos em construção, esta iniciada em fevereiro de 1958. Este trecho foi prolongado diversas vezes em direção ao Vale do Aosta: a primeira se deu em 2 de julho de 1967, com a inaguração do trecho Quincinetto-Verrès; a segunda em 16 de outubro de 1968, com o trecho Verrès-Châtillon; a terceira em 9 de julho de 1969, com o trecho Châtillon-Nus; a quarta em 27 de maio de 1970, com o trecho Nus-Aosta Est.
Em 1983, a Società R.A.V. - Raccordo Autostradale Valle d'Aosta S.p.A. foi incumbida de realizar e gerir um segmento entre a cidade de Aosta e o Túnel do Monte Branco. Em virtude disto, em 1994 foi aberto o segmento Aosta e Morgex; em 28 de junho de 2001, foi inaugurado o trecho entre Morgex e Courmayeur; e, por fim, em 2007 foi aberta a parte entre Courmayeur e Entrèves, que se conecta ao túnel.

## Rota

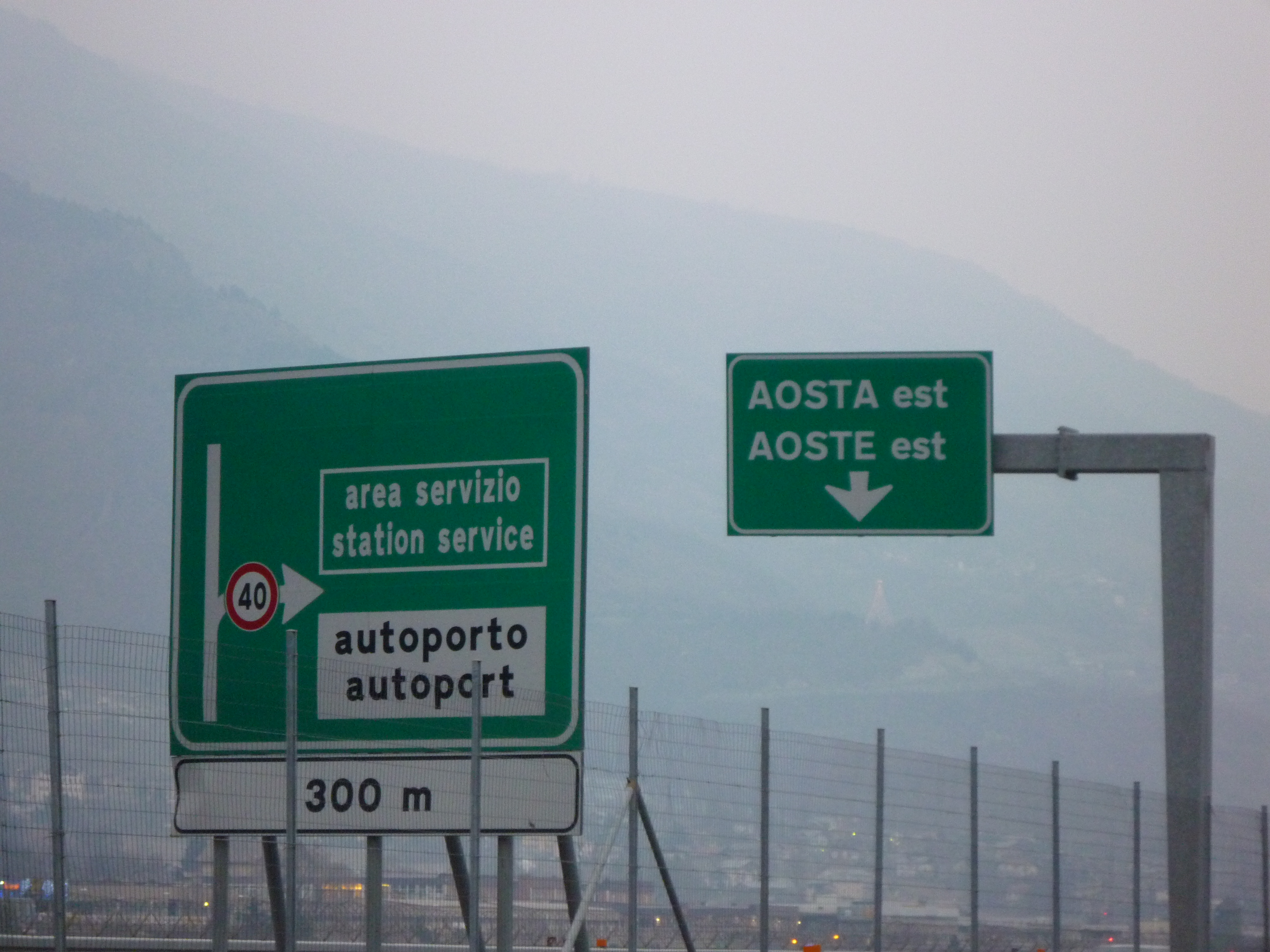
Saída Aosta est em direção a Turim

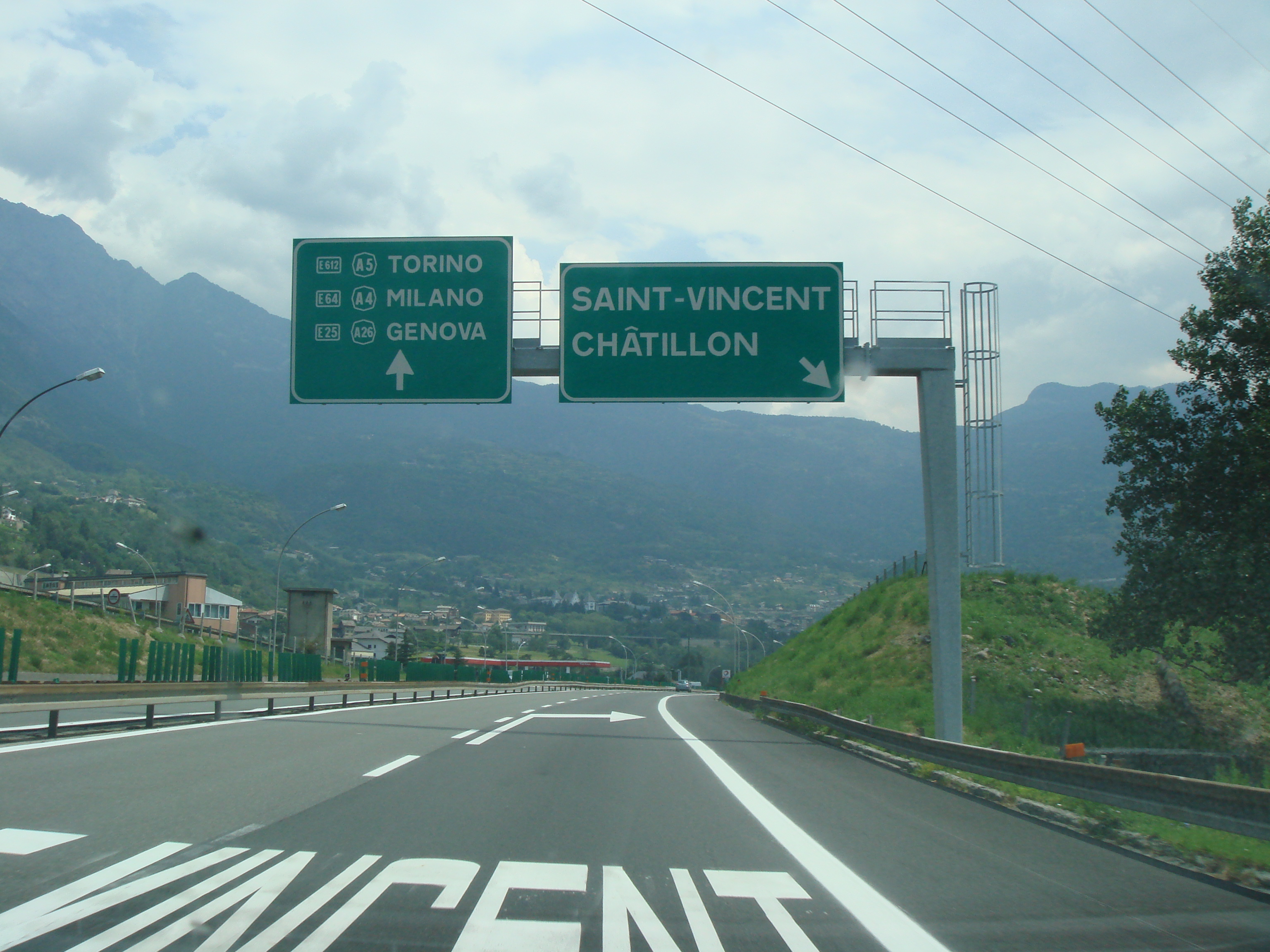
Saída Saint-Vincent em direção a Turim

| TORINO - MONTE BIANCO Autostrada del Monte Bianco |                                                                                              |                                                              |                         |           |                  |
| Tipo                                              | Saída                                                                                        | ↓km↓                                                         | ↑km↑                    | Província | Estrada Europeia |
|                                                   | Torino - c.so Giulio Cesare                                                                  | 0                                                            | 143,4                   | TO        |                  |
|                                                   | Torino - Trieste                                                                             | 1,8                                                          | 140,2                   | TO        |                  |
|                                                   | Padana Superiore Abbadia di Stura                                                            | 2,2                                                          | 141,5                   | TO        |                  |
|                                                   | Area servizio "Settimo Est"                                                                  | 2,5 Só em direção a Aosta, fechada em 14 de setembro de 2012 | -                       | TO        |                  |
|                                                   | tangenziale Nord di Torino Saída só em direção a Turim Entrada só em Turim                   | 3,8                                                          | 139,2                   | TO        |                  |
|                                                   | Settimo Torinese                                                                             | 4                                                            | 138                     | TO        |                  |
|                                                   | Torino nord                                                                                  | 4                                                            | 138                     | TO        |                  |
|                                                   | Volpiano                                                                                     | 11                                                           | 131                     | TO        |                  |
|                                                   | San Giorgio Canavese                                                                         | 25                                                           | 117                     | TO        |                  |
|                                                   | Area parcheggio                                                                              | 31                                                           | 111                     | TO        |                  |
|                                                   | Scarmagno                                                                                    | 33                                                           | 109                     | TO        |                  |
|                                                   | Area servizio "Scarmagno"                                                                    | 35                                                           | 107                     | TO        |                  |
|                                                   | Dir. Ivrea - Santhià Genova Voltri - Gravellona Toce                                         | 38                                                           | 104                     | TO        |                  |
|                                                   | Ivrea                                                                                        | 40                                                           | 102                     | TO        |                  |
|                                                   | Quincinetto                                                                                  | 53                                                           | 89                      | TO        |                  |
|                                                   | Area parcheggio Saci                                                                         |                                                              |                         | AO        |                  |
|                                                   | Pont-Saint-Martin                                                                            | 58                                                           | 84                      | AO        |                  |
|                                                   | Area parcheggio Arnad                                                                        | 64                                                           | 78                      | AO        |                  |
|                                                   | Verrès                                                                                       | 70                                                           | 72                      | AO        |                  |
|                                                   | Area Servizio "Saint-Vincent/Châtillon"                                                      | 81                                                           | 61                      | AO        |                  |
|                                                   | Saint-Vincent/Châtillon                                                                      | 81                                                           | 61                      | AO        |                  |
|                                                   | Area parcheggio Prolex nord                                                                  | 85 Solo in direzione Aosta                                   | -                       | AO        |                  |
|                                                   | Area parcheggio Chambave                                                                     | 89                                                           | 53                      | AO        |                  |
|                                                   | Area parcheggio Crêtes sud                                                                   | -                                                            | Solo in direzione Aosta | AO        |                  |
|                                                   | Nus                                                                                          | 92                                                           | 50                      | AO        |                  |
|                                                   | Area Servizio "Les Îles de Brissogne"                                                        | 98                                                           | 44                      | AO        |                  |
|                                                   | Aosta Est / Aoste est - del Gran S. Bernardo Traforo del Gran San Bernardo Fronteira - Suíça | 101                                                          | 41                      | AO        |                  |
|                                                   | Aosta / Aoste                                                                                | 100                                                          | 42                      | AO        |                  |
|                                                   | Area Servizio "Autoporto / Autoport sud"                                                     | 102                                                          | 40                      | AO        |                  |
|                                                   | Area Parcheggio "Autoporto / Autoport"                                                       | 102                                                          | 40                      | AO        |                  |
|                                                   | Area Parcheggio                                                                              | 112                                                          | 30                      | AO        |                  |
|                                                   | Aosta Ovest / Aoste ouest                                                                    | 113                                                          | 29                      | AO        |                  |
|                                                   | Morgex                                                                                       | 131                                                          | 11                      | AO        |                  |
|                                                   | Courmayeur Sud                                                                               | 138                                                          | 4                       | AO        |                  |
|                                                   | Courmayeur Nord                                                                              | 142                                                          | 0                       | AO        |                  |
|                                                   | Traforo del Monte Bianco Fronteira - França                                                  | 143,4                                                        | 0                       | AO        |                  |
| Autoroute A40                                     | N205 autostrada A40                                                                          | -                                                            | -                       | -         |                  |